# EPCR Challenge Cup
Der EPCR Challenge Cup (von 1996 bis 2014 European Challenge Cup und von 2015 bis 2021 European Rugby Challenge Cup) ist nach dem European Rugby Champions Cup der zweite Europapokalwettbewerb für Mannschaften in der Sportart Rugby Union. Am Wettbewerb, der von der Organisation European Professional Club Rugby (EPCR) durchgeführt wird, nehmen Mannschaften aus England, Frankreich, Irland, Italien, Schottland, Wales und Südafrika teil, gelegentlich auch aus Georgien, Rumänien, Spanien und Portugal.

## Geschichte
Der Wettbewerb wurde 1996 ins Leben gerufen, mit 24 Teams aus England, Frankreich, Italien, Rumänien, Schottland und Wales, die in vier Gruppen mit je sechs Teams unterteilt waren. In der darauf folgenden Saison gab es sechs Gruppen mit je vier Teams. 1998/99 nahmen keine englischen und schottischen Clubs teil und das Teilnehmerfeld schrumpfte auf 21 Teams, die in drei Siebnergruppen eingeteilt waren; erstmals nahmen spanische und portugiesische Auswahlmannschaften teil. Nachdem in der Saison 1999/2000 die englischen und schottischen Clubs wieder teilnahmen, beteiligten sich nunmehr 28 Mannschaften in sieben Vierergruppen; zum vierten Mal in Folge gewann ein französisches Team den Pokal.
2000/01 blieb der Modus unverändert, es nahm aber ausnahmsweise kein rumänischer Vertreter teil. Erstmals gelang es einem englischen Verein, den Pokalwettbewerb für sich zu entscheiden. 2001/02 übernahm die Parker Pen Company das Sponsoring und der Wettbewerb trug den Namen Parker Pen Shield. Es nahmen 32 Mannschaften in acht Vierergruppen teil, erstmals gab es zwei Vertreter aus Spanien. Auf die Saison 2002/03 hin wurde der Wettbewerb in Parker Pen Challenge Cup umbenannt und man gab die Gruppenphase zugunsten eines reinen K.-o.-Wettbewerbs auf, wobei die ersten vier Runden sowohl ein Hinspiel als auch ein Rückspiel umfassten. Der Pokalsieger qualifizierte sich für den Heineken Cup.
Seit 2003/04 nehmen keine walisischen Vereine mehr teil, diese entsenden seither regionale Auswahlteams. Da diese alle im Heineken Cup teilnahmen, gab es auf der zweiten Stufe keine Vertreter aus Wales; auch Rumänien verzichtete drei Jahre lang auf eine Teilnahme. Auf die Saison 2005/06 hin (Rückzug des Titelsponsors) kam es zu einer weiteren Umstrukturierung, als man das reine K.-o.-System aufgab und wieder eine Gruppenphase einführte, mit 20 Teams in fünf Vierergruppen. Rumänien kehrte mit einem Auswahlteam zurück, während Spanien und Portugal aussetzten. Zwischen 2001 und 2006 gab es fünf englische Pokalsieger in Folge. Ab 2007/08 nahm wieder ein spanischer Vertreter teil.
2009/10 traten mehrere Änderungen in Kraft. Seither greifen die dritt- bis fünftbesten Gruppenzweiten des Heineken Cup ab dem Viertelfinale in das Geschehen ein. Nach dem Niedergang des dritten Profiteams stellt Schottland keinen Vertreter in diesem Wettbewerb mehr; nur falls eines der zwei übrig gebliebenen Teams aus dem Heineken Cup „absteigt“, nimmt es am European Challenge Cup teil. Ferner ist der Pokalsieger für den Heineken Cup der folgenden Saison automatisch qualifiziert. In der Saison 2009/10 waren die Cardiff Blues die erste nichtfranzösische oder nichtenglische Mannschaft, die den European Challenge Cup für sich entscheiden konnte. 2012/13 gab es mit Leinster Rugby den ersten irischen Pokalsieger überhaupt.
Aufgrund eines Interessenkonflikts schloss die Führung des European Challenge Cup im Juni 2018 den Heidelberger RK von der Teilnahme aus. Ausschlaggebend hierfür sei die enge Bindung zwischen dem Heidelberger RK und ihrem Ehrenmitglied Hans-Peter Wild zum einen, sowie zwischen Wild und dem in seinem Besitz befindlichen französischen Traditionsclub Stade Français Paris zum anderen gewesen. Beide Vereine hatten sich in der Saison 2018/19 für die Teilnahme qualifiziert. Ein Großteil der HRK-Spieler (gleichzeitig auch deutsche Nationalspieler) stand in der von Wild gegründeten Gesellschaft zur Förderung des Rugbysports mbH unter Vertrag.

## Aktueller Modus

Die European Rugby Challenge Cup Trophy

Alle Mannschaften der englischen Premiership Rugby, der französischen Top 14 und der internationalen United Rugby Championship, die sich nicht für den höherwertigen European Rugby Champions Cup qualifizieren konnten, sind am European Challenge Cup teilnahmeberechtigt. Aus der italienischen Liga Top10 nehmen die vier bestplatzierten Mannschaften teil. Ebenfalls teilnahmeberechtigt ist das rumänische Auswahlteam București Rugby, das eigens für diesen Wettbewerb zusammengestellt wird. Hinzu kommt ein Vertreter Spaniens oder Portugals.
Es werden fünf Gruppen mit je vier Mannschaften gebildet. Jede Mannschaft spielt je ein Heim- und ein Auswärtsspiel gegen alle Gruppengegner. Für einen Sieg gibt es vier Punkte, für ein Unentschieden zwei Punkte. Wird ein Spiel mit weniger als sieben Punkten Differenz verloren oder erzielt eine Mannschaft mindestens vier Versuche, gibt es einen Bonuspunkt.
Bis und mit der Saison 2008/09 qualifizierten sich die fünf Gruppensieger und die drei besten Gruppenzweiten für das Viertelfinale. Seit der Saison 2009/10 gelangen nur die Gruppensieger ins Viertelfinale. Die drei übrigen Viertelfinalisten sind die dritt- bis fünftbesten Gruppenzweiten im Heineken Cup derselben Saison. Das Heimspielrecht im Viertelfinale wird anhand einer Setzliste ermittelt, wobei den Absteigern aus dem Heineken Cup automatisch die Plätze 5 bis 7 zugewiesen werden. Für das Halbfinale wird das Heimspielrecht ausgelost, während das Finale an einem vorher festgelegten Ort ausgetragen wird.

## Alle Finalspiele
| European Challenge Cup       | European Challenge Cup       | European Challenge Cup    | European Challenge Cup | European Challenge Cup               | European Challenge Cup |
| Saison                       | Pokalsieger                  | 2. Finalist               | Ergebnis               | Stadion                              | Zuschauer              |
| ---------------------------- | ---------------------------- | ------------------------- | ---------------------- | ------------------------------------ | ---------------------- |
| 1996/97                      | CS Bourgoin-Jallieu          | Castres Olympique         | 18:09                  | Stade de la Méditerranée, Béziers    | 10.000                 |
| 1997/98                      | US Colomiers                 | SU Agen                   | 43:05                  | Stade des Sept Deniers, Toulouse     | 12.500                 |
| 1998/99                      | AS Montferrandaise           | CS Bourgoin-Jallieu       | 35:16                  | Stade Gerland, Lyon                  | 31.986                 |
| 1999/00                      | Section Paloise              | Castres Olympique         | 34:21                  | Stade des Sept Deniers, Toulouse     | 06.000                 |
| 2000/01                      | Harlequins                   | RC Narbonne               | 42:33                  | Madejski Stadium, Reading            | 10.013                 |
| 2001/02                      | Sale Sharks                  | Pontypridd RFC            | 25:22                  | Kassam Stadium, Oxford               | 12.000                 |
| 2002/03                      | London Wasps                 | Bath Rugby                | 48:28                  | Madejski Stadium, Reading            | 18.074                 |
| 2003/04                      | Harlequins                   | AS Montferrandaise        | 27:26                  | Madejski Stadium, Reading            | 13.123                 |
| 2004/05                      | Sale Sharks                  | Section Paloise           | 27:03                  | Kassam Stadium, Oxford               | 07.230                 |
| 2005/06                      | Gloucester Rugby             | London Irish              | 36:34                  | The Stoop, London                    | 12.053                 |
| 2006/07                      | ASM Clermont Auvergne        | Bath Rugby                | 22:16                  | The Stoop, London                    | 10.134                 |
| 2007/08                      | Bath Rugby                   | Worcester Warriors        | 24:16                  | Kingsholm Stadium, Gloucester        | 16.157                 |
| 2008/09                      | Northampton Saints           | CS Bourgoin-Jallieu       | 15:03                  | The Stoop, London                    | 09.260                 |
| 2009/10                      | Cardiff Blues                | RC Toulon                 | 28:21                  | Stade Vélodrome, Marseille           | 58.632                 |
| 2010/11                      | Harlequins                   | Stade Français            | 19:18                  | Cardiff City Stadium, Cardiff        | 12.236                 |
| 2011/12                      | Biarritz Olympique           | RC Toulon                 | 21:18                  | The Stoop, London                    | 09.376                 |
| 2012/13                      | Leinster Rugby               | Stade Français            | 34:13                  | RDS Arena, Dublin                    | 20.396                 |
| 2013/14                      | Northampton Saints           | Bath Rugby                | 30:16                  | Cardiff Arms Park, Cardiff           | 12.483                 |
| European Rugby Challenge Cup |                              |                           |                        |                                      |                        |
| 2014/15                      | Gloucester Rugby             | Edinburgh Rugby           | 19:13                  | The Stoop, London                    | 14.316                 |
| 2015/16                      | Montpellier Hérault Rugby    | Harlequins                | 26:19                  | Groupama Stadium, Lyon               | 28.556                 |
| 2016/17                      | Stade Français               | Gloucester Rugby          | 25:17                  | Murrayfield Stadium, Edinburgh       | 24.494                 |
| 2017/18                      | Cardiff Blues                | Gloucester Rugby          | 31:30                  | San Mamés, Bilbao                    | 32.543                 |
| 2018/19                      | ASM Clermont Auvergne        | Stade Rochelais           | 36:16                  | St. James’ Park, Newcastle           | 28.438                 |
| 2019/20                      | Bristol Bears                | RC Toulon                 | 32:19                  | Stade Maurice-David, Aix-en-Provence | 1.000                  |
| 2020/21                      | Montpellier Hérault Rugby    | Leicester Tigers          | 18:17                  | Twickenham Stadium, London           | 10.000                 |
| EPCR Challenge Cup           |                              |                           |                        |                                      |                        |
| 2021/22                      | Lyon Olympique Universitaire | RC Toulon                 | 30:12                  | Stade Vélodrome, Marseille           | 51.431                 |
| 2022/23                      | RC Toulon                    | Glasgow Warriors          | 43:19                  | Aviva Stadium, Dublin                | 31.514                 |
| 2023/24                      | Sharks                       | Gloucester Rugby          | 36:22                  | Tottenham Hotspur Stadium, London    | 34.761                 |
| 2024/25                      | Bath Rugby                   | Lyon Olympique Université | 37:12                  | Millennium Stadium, Cardiff          | 36.705                 |

## Titel nach Verein
| Verein                       | Sieger | 2. Platz | Gewonnen                  |
| ---------------------------- | ------ | -------- | ------------------------- |
| ASM Clermont Auvergne        | 3      | 1        | 1998/99, 2006/07, 2018/19 |
| Harlequins                   | 3      | 1        | 2000/01, 2003/04, 2010/11 |
| Bath Rugby                   | 2      | 3        | 2007/08, 2024/25          |
| Gloucester Rugby             | 2      | 2        | 2005/06, 2014/15          |
| Sale Sharks                  | 2      | 0        | 2001/02, 2004/05          |
| Northampton Saints           | 2      | 0        | 2008/09, 2013/14          |
| Cardiff Blues                | 2      | 0        | 2009/10, 2017/18          |
| Montpellier Hérault Rugby    | 2      | 0        | 2015/16, 2020/21          |
| RC Toulon                    | 1      | 4        | 2022/23                   |
| CS Bourgoin-Jallieu          | 1      | 2        | 1996/97                   |
| Lyon Olympique Universitaire | 1      | 1        | 2021/22                   |
| Stade Français               | 1      | 2        | 2016/17                   |
| Section Paloise              | 1      | 1        | 1999/00                   |
| US Colomiers                 | 1      | 0        | 1997/98                   |
| Wasps RFC                    | 1      | 0        | 2002/03                   |
| Biarritz Olympique           | 1      | 0        | 2011/12                   |
| Leinster Rugby               | 1      | 0        | 2012/13                   |
| Bristol Bears                | 1      | 0        | 2019/20                   |
| Sharks                       | 1      | 0        | 2023/24                   |
| Castres Olympique            | 0      | 2        |                           |
| SU Agen                      | 0      | 1        |                           |
| RC Narbonne                  | 0      | 1        |                           |
| Pontypridd RFC               | 0      | 1        |                           |
| London Irish                 | 0      | 1        |                           |
| Worcester Warriors           | 0      | 1        |                           |
| Edinburgh Rugby              | 0      | 1        |                           |
| Stade Rochelais              | 0      | 1        |                           |
| Leicester Tigers             | 0      | 1        |                           |
| Glasgow Warriors             | 0      | 1        |                           |

## Titel nach Verband
| Verband    | Sieger | 2. Platz |
| ---------- | ------ | -------- |
| England    | 13     | 9        |
| Frankreich | 12     | 16       |
| Wales      | 2      | 1        |
| Irland     | 1      | 0        |
| Südafrika  | 1      | 0        |
| Schottland | 0      | 2        |